# مبرهنة ديكارت

دوائر تقبيل، ثلاث دوائر معطاة فرضاً (لون أسود)، والمطلوب حساب نصف قطر الدائرة الرابعة (لون أحمر) المماسة للدوائر الثلاث المفترضة.

في الهندسة الرياضية، مبرهنة ديكارت هي مبرهنة تقيم علاقة بين أربع دوائر تقبيل. وقد سميت هذه المبرهنة نسبة إلى رينيه ديكارت. من الممكن أن تستخدم هذه المبرهنة لإنشاء دائرة مماسة لثلاث دوائر متماسة مفترضة.

## نص المبرهنة
- إذا كان لأربع دوائر متماسة درجة انحناء ki حيث (i = 1…4)، عندها تنص مبرهنة ديكارت مايلي:

{\displaystyle (k_{1}+k_{2}+k_{3}+k_{4})^{2}=2\,(k_{1}^{2}+k_{2}^{2}+k_{3}^{2}+k_{4}^{2}).}
- وعند محاولة إيجاد نصف قطر دائرة رابعة مماسة لثلاث داوئر تقبيل، فتكتب العلاقة بالشكل:

{\displaystyle k_{4}=k_{1}+k_{2}+k_{3}\pm 2{\sqrt {k_{1}k_{2}+k_{2}k_{3}+k_{3}k_{1}}}.}
حيث إشارة ± تشير إلى وجود حلين.
- وباستخدام أنصاف أقطار الدوائر، تصبح العلاقة بالشكل:

{\displaystyle \left(\pm {\frac {1}{r}}_{1}+{\frac {1}{r}}_{2}+{\frac {1}{r}}_{3}+{\frac {1}{r}}_{4}\right)^{2}=2\left({\frac {1}{r_{1}^{2}}}+{\frac {1}{r_{2}^{2}}}+{\frac {1}{r_{3}^{2}}}+{\frac {1}{r_{4}^{2}}}\right).}